# Araucones
Los araucones eran un pueblo que vivía entre Galicia y León, en las montañas de Orense, y estaban dominados por el rey visigodo Leovigildo en 575. Estas regiones habían de estar bajo dominio del Reino de los suevos, pero a caballo entre los territorios actualmente leoneses y las tierras del Reino de los suevos habían surgido señoríos locales de vinculación incierta probablemente iniciados tras el año 457, al debilitarse el reino suevo, y consolidados posteriormente hasta conseguir una independencia efectiva de los suevos. El pueblo de los araucones o aregenses (que dieron nombre a las montañas de la zona, conocidas como montañas Aregenses) era uno de estos principados independientes. En esta zona Leovigildo hizo prisionero al señor local (loci senior) denominado Aspidius, junto con su mujer e hijos, y se apoderó de sus dominios. Aspidius gobernaba probablemente sobre los araucones.
- Datos: Q3394999